# Цанко Дюстабанов
Цанко Дюстабанов (болг. Цанко Дюстабанов; нар. 13 травня 1844, Габрово — пом. 15 липня 1876, Велико-Тирново) — болгарський революціонер та учасник квітневого повстання 1876.

## Біографія
Народився 13 травня 1844 в місті Габрово. Закінчив Габровську гімназію. За деякими даними, у 1872–1873 навчався в коледжі Роберта (Цариград). Вільно володів французькою та турецькою мовами.
У 1873 повернувся до Габрово й повністю посвятив себе державній та патріотичній діяльності. У 1875 через добре знання шаріату був обраний у Казалійський суд Габрово.
Хоча до того часу він не був прихильником революційної боротьби, з 1876 року він був членом Габровського приватного революційного комітету. Був головним воєводою під час Квітневого повстання в Першому революційному окрузі Турново. Очолював загін в районі Батошево, Кравеніка і Ново-Села. Під його керівництвом повстанці відбили десятки атак переважаючих за чисельністю турків, але врешті-решт повстання було придушене. Важко поранений в руку, він сховався в хатинах Буйновців. Здався, потрапив у полон і був вивезений через Габрово до Великого Тирново. Засуджений до смертної кари разом з Екімом Цанковим, священиком Іваном Габенським, Тодором Кірковим і Стефаном Пешевим. Повішений 15 червня 1876 року в Тирново разом з Екімом Цанковим і священиком Іваном Габенським.